# エウドーロス
エウドーロス（古希: Εὔδωρος, Eudōros）は、ギリシア神話の人物である。長母音を省略してエウドロスとも表記される。
ピューラースの娘ポリュメーレーと青年神ヘルメースの間に生まれた子である。ヘルメースはアルテミスの祭礼の日にポリュメーレーに恋して交わり、エウドーロスが生まれたという。その後、ポリュメーレーはアクトールの子エケクレースと結婚し、エウドーロスは祖父ピューラースに育てられた。エウドーロスはトロイア戦争のさい、ミュルミドーン勢の武将の1人としてアキレウスに従って参加し、パトロクロスがアキレウスの鎧をまとって戦ったときにはミュルミドーン勢の第2部隊を率いた。